# HTC P3470
De HTC P3470 is een smartphone die geproduceerd is door HTC uit Taiwan. De smartphone heeft onder andere een interne gps-ontvanger en een 2,0 megapixel-camera.

## Specificaties
De volgende specificaties zijn afkomstig van de website van de fabrikant:
- Schermgrootte: 2,8"
- Schermresolutie: 240x320 pixels
- Geheugen: 256 MB ROM, 128 MB RAM
- Processor: TI OMAP850 (201 MHz)
- Camera: 2,0 megapixel
- Grootte: 108 x 58,3 x 15,7 mm
- Gewicht: 122 gram
- Netwerk: GSM, GPRS, EDGE, gps
- Connectiviteit: Bluetooth, HTC ExtUSB
- Batterijcapaciteit: 1100mAh
- Batterijtype: lithium-ion